# JSLint
JSLint는 자바스크립트 소스 코드가 코딩 규칙을 준수하여 컴파일되는지를 확인하기 위한 정적 코드 분석 도구이다. 주로 도메인 jslint.com을 통해 접근 가능한 브라우저 기반 웹 애플리케이션으로서 제공되지만 명령 줄 버전도 존재한다. 2002년 더글라스 크록포드가 개발했다.

## 라이선스
2021년부터 JSLint는 FSF / OSI 승인 언라이선스라는 라이선스를 사용한다.
그 전까지 JSLint 라이선스는 MIT 라이선스 파생이었다.